# Ентелегентно
„Ентелегентно“ е месечно студентско списание, редактирано от Студентския съвет на Нов български университет и издавано от Издателския център на НБУ. Списанието „представя новаторските и провокативни идеи, стил и амбиции на българския студент“. Всички текстове в списанието са на студенти от НБУ.
Създадено е през 2001 г.
Съзнателно сгрешеното изписване на заглавието е идея, заимствана от писателя Чудомир.
Периодичност – веднъж месечно.

## Редакционна колегия
- Иво Ташков (главен редактор),
- Теодора Велева,
- Виктор Зидаров.

През 2002 г. част от екипа на списанието става и Събина Панайотова. А през пролетта на 2009 г. тя решава да възстанови духа на списанието под формата на блог, вече извън университета.